# 喬治敦 (伊利諾伊州麥克多諾縣)
喬治敦（英語：Georgetown）是位於美國伊利諾伊州麥克多諾縣的一個人口普查指定地區。

## 地理
喬治敦的座標為40°27′40″N 90°43′05″W / 40.46111°N 90.71806°W，而該地最高點為海拔高度184米（即604英尺）。

## 人口
根據2010年美國人口普查的數據，喬治敦的面積為0.37平方千米，當中陸地面積為0.37平方千米，而水域面積為0.00平方千米。當地共有人口404人，而人口密度為每平方千米1,091.89人。